# Clypeodytes procerus
Clypeodytes procerus is een keversoort uit de familie waterroofkevers (Dytiscidae). De wetenschappelijke naam van de soort is voor het eerst geldig gepubliceerd in 1959 door Omer-Cooper.